# Ligne de Tabeddit à Redeyef
La ligne de Tabeddit à Redeyef est une ligne de chemin de fer du centre de la Tunisie.